# Henlea perpusilla
Henlea perpusilla is een ringworm uit de familie van de Enchytraeidae. De wetenschappelijke naam van de soort is voor het eerst geldig gepubliceerd in 1911 door Friend.